# Jaga (periodiskt vattendrag)
Jaga är ett periodiskt vattendrag i Burundi.   Det ligger i provinsen Mwaro, i den centrala delen av landet, 60 kilometer öster om huvudstaden Bujumbura.
Omgivningarna runt Jaga är en mosaik av jordbruksmark och naturlig växtlighet. Runt Jaga är det tätbefolkat, med 343 invånare per kvadratkilometer.